# Jordskredet i Hpakant
Jordskredet i Hpakant inträffade 22 november 2015 och drabbades staden Hpakant i delstaten Kachin i norra Myanmar. Minst ett hundratal personer har bekräftats omkomna och ytterligare ett hundratal saknas.